# Parlamento arabo
Il Parlamento arabo (in arabo البرلمان العربي‎?) è il parlamento istituito dalla Lega araba.
In occasione del vertice della Lega araba nel 2001 ad Amman ne fu decisa la creazione, mediante una risoluzione che dava mandato al Segretario generale della Lega di creare e avviare l'istituzione.
In occasione del vertice della Lega tenutosi nel 2004 ad Algeri, fu deciso che gli Stati membri avrebbero inviato ciascuno quattro propri rappresentanti presso un Parlamento provvisorio con sede al Cairo.
La sede definitiva del Parlamento arabo è stata quindi stabilita a Damasco. Nel 2012, tuttavia, in seguito allo scoppio della Guerra civile siriana, le sedi dell’Assemblea sono state spostate provvisoriamente a Il Cairo. Sono previsti piani per spostare la sede a Baghdad, in Iraq.